# John Carpenter
John Carpenter (født 16. januar 1948) er en amerikansk filminstruktør, der især er kendt for sine horrorfilm.

## Filmografi

### Instruktion
- Dark Star (1974)
- Sidste nat på station 13 (1976)
- Halloween (1978)
- Tågen (1980)
- Flugtaktion New York (1981)
- Det grusomme udefra (1982)
- Christine (1983)
- Starman (1984)
- Hvem springer kineserne for? (1986)
- I en kælder sort som kul (1987)
- They Live (1988)
- Den usynlige mands erindringer (1992)
- In the Mouth of Madness (1994)
- Village of the Damned (1995)
- Escape from L.A. (1996)
- Vampires (1998)
- Ghosts of Mars (2001)
- The Ward (2010)